# Alberta von Freydorf
 (janvier 2021).
Si vous disposez d'ouvrages ou d'articles de référence ou si vous connaissez des sites web de qualité traitant du thème abordé ici, merci de compléter l'article en donnant les références utiles à sa vérifiabilité et en les liant à la section « Notes et références ».
Alberta von Freydorf, née Albertine baronne von Cornberg le 19 février 1846 à Paris et morte le 8 novembre 1923 à Karlsruhe, est une écrivaine allemande.

## Biographie
Albertine von Freydorf, née en 1846 à Paris, est la troisième enfant de l'actrice Wilhelmine Thoene et d'Otto Karl Wilhelm Joseph baron von Cornberg. Elle est descendante de la famille Cornberg (de), ancienne famille noble de l'électorat de Hesse, et grandit à partir de 1851 à Karlsruhe, où sa mère a reçu un emploi fixe au théâtre de la Cour. Elle étudie au lycée pour filles et à l'école privée Boisot, et vit de 1859 à 1862 au couvent du Sacré-Cœur à Kintzheim en Alsace.
En 1866, elle réalise un volontariat de trois mois au théâtre de la cour de Stuttgart. Le 6 novembre de la même année, elle épouse le fonctionnaire badois et plus tard ministre Rudolf von Freydorf (de), de 27 ans son ainé. De cette union naissent deux fils (Eugène, 1867-1914, et Rudolf, né en 1868). Freydorf se retrouve en raison de ses obligations de femme de politicien au centre d'un cercle d'artistes carlsruhois. Elle était entre autres amie de la mère de Joseph Victor von Scheffel, Josephine Scheffel (de); le poète reprit après la mort de son mari la tutelle de ses deux fils.
Après la mort de son mari en 1882, elle commence à prêter plus d'importance à ses occupations d'écrivaine, sans doute également pour compenser sa faible pension de veuve. Elle écrit de nombreuses nouvelles, contes, romans et (occasionnellement) des poèmes, dont certains avec Josefine Scheffel (parfois en tant que son successeur), dont beaucoup paraissent dans des journaux, magazines et calendriers. Elle utilise comme nom de plume Alberta von Freydorf. Son premier livre, Rhodopis, est publié en 1885. Paraissent aussi, grâce à ses relations avec la cour de Bade, des biographies du grand-duc Friedrich et de l'impératrice Augusta. Elle écrit également des Festspiele (un genre de pièce de théâtre rédigée pour certaines grandes occasions) et organise des tableaux vivants.
Alberta von Freydorf meurt en 1923, à l'âge de 78 ans. De son vivant, elle jouissait d'une relativement grande popularité, mais son œuvre tomba vite dans l'oubli. Ses œuvres se trouvent aujourd'hui dans la bibliothèque du Land de Bade.

## Œuvres
- 1884 : Rhodopis. Ein Märchen
- 1885 : Ring, Kranz und Schleier. Ein Märchen als Brautwillkomm
- 1885 : Die Liebesquelle von Spangenberg. Eine Erzählung
- 1885 : Waldprinzeßchen. Ein Märchen
- 1886 : Die Rosen der heiligen Elisabeth. Eine Legende in drei Akten, dramatisirt
- 1886 : In der Gaisblattlaube. Ein Märchenstrauß (avec Josefine Scheffel)
- 1887 : Allerlei Blumen-, Kinder- und Vogelgeschichten
- 1888 : Gott hats gewollt. Ein Trauerkranz, niedergelegt auf die Gruft des höchstseligen Prinzen Ludwig Wilhelm von Baden
- 1888 : Der Geiger von Thun, Velhagen & Klasing
- 1889 : Kornblumen und Lorbeerblätter (Poèmes)
- 1892 : Großherzog Friedrich von Baden. Ein deutsches Fürstenbild
- 1896 : Heil unserem Fürsten! Ein Lebensbild des Großherzogs Friedrich von Baden
- 1901 : Die Pulvermacher zu Nürnberg (Livret d'opéra)
- 1905 : Das Märchen vom Fingerhut (avec Josefine Scheffel)
- 1905 : Malcha und Thorild. Schwarzwaldsang aus dem 30jährigen Krieg (avec Josefine Scheffel)
- 1909 : Zeppelin-Gedichte aus bedeutungsvollen Tagen
- 1911 : Kaiserin Augusta. Zum Andenken an den 100jährigen Geburtstag